# Lemme de Yoneda
En mathématiques, plus précisément en théorie des catégories, le lemme de Yoneda est un théorème de plongement d'une catégorie {\displaystyle {\mathcal {C}}} localement petite dans une catégorie de foncteurs. Les objets de {\displaystyle {\mathcal {C}}} sont identifiés aux foncteurs représentables, et les morphismes de {\displaystyle {\mathcal {C}}} à toutes les transformations naturelles entre ces foncteurs.
Le lemme est attribué au mathématicien japonais Nobuo Yoneda. Il s'agit d'une généralisation du théorème de Cayley pour les groupes (vus comme des petites catégories à un seul objet). Une des conséquences du lemme de Yoneda est le théorème des modèles acycliques (en), qui a de nombreuses utilisations en homologie et en géométrie algébrique.
Le lemme de Yoneda exprime le fait que deux objets {\displaystyle X} et {\displaystyle Y} sont isomorphes si (et seulement si) ils ont les mêmes relations (i.e. les mêmes ensembles de morphismes) avec tous les autres objets de la catégorie.

## Énoncé
Soit {\displaystyle {\mathcal {C}}} une catégorie localement petite, c'est-à-dire dans laquelle, pour tous objets A et X, la classe des morphismes de A dans X est un ensemble.
- Un objet A de {\displaystyle {\mathcal {C}}} définit un foncteur Hom covariant hA de {\displaystyle {\mathcal {C}}} dans la catégorie Ens des ensembles par :{\displaystyle X\mapsto h^{A}(X)=\mathrm {Hom} _{C}(A,X),}{\displaystyle f\mapsto h^{A}(f)=(g\mapsto f\circ g).}De la sorte, on dispose d'un foncteur contravariant h– de {\displaystyle {\mathcal {C}}} dans la catégorie  Fun({\displaystyle {\mathcal {C}}}, Ens) des foncteurs covariants de {\displaystyle {\mathcal {C}}} dans Ens. Tout morphisme de A dans B dans la catégorie {\displaystyle {\mathcal {C}}} induit une transformation naturelle de hB dans hA. Le lemme de Yoneda affirme que toute transformation naturelle de hB dans hA est de cette forme ; mieux, il caractérise l'ensemble des transformations naturelles de hA dans n'importe quel foncteur de {\displaystyle {\mathcal {C}}} dans Ens.
Le lemme de Yoneda montre que le foncteur contravariant h– est pleinement fidèle ; la catégorie duale {\displaystyle {\mathcal {C}}}op se trouve ainsi plongée dans Fun({\displaystyle {\mathcal {C}}}, Ens).
- En remplaçant {\displaystyle {\mathcal {C}}} par {\displaystyle {\mathcal {C}}}op, on en déduit une version similaire, concernant le foncteur covariant h– : A ↦ hA = Hom{\displaystyle {\mathcal {C}}}(–, A), de {\displaystyle {\mathcal {C}}} dans la catégorie de préfaisceaux Fun({\displaystyle {\mathcal {C}}}op, Ens), c'est-à-dire la catégorie des foncteurs contravariants de {\displaystyle {\mathcal {C}}} dans Ens. Ce foncteur h–, appelé le plongement de Yoneda, plonge canoniquement {\displaystyle {\mathcal {C}}} dans la catégorie Fun({\displaystyle {\mathcal {C}}}op, Ens), qui a l'intérêt d'être cocomplète, c'est-à-dire de posséder toutes les petites colimites. Il s'agit de la « cocomplétion universelle » de {\displaystyle {\mathcal {C}}}.

Dans la suite, il ne sera question que de la première version.
Lemme de Yoneda — Pour tout objet {\displaystyle A} de {\displaystyle {\mathcal {C}}}, toute transformation naturelle {\displaystyle \psi } de {\displaystyle h^{A}} sur un foncteur {\displaystyle T:{\mathcal {C}}\to \mathbf {Ens} } est uniquement déterminée par l'élément de {\displaystyle T(A)} défini comme l'image de {\displaystyle \mathrm {id} _{A}\!\in h^{A}(A)} par {\displaystyle \psi (A)}. Plus précisément, on dispose d'une bijection :
En particulier, pour tous objets {\displaystyle A} et {\displaystyle B} de {\displaystyle {\mathcal {C}}}, on a :

## Preuve

### Injectivité
Avec les notations ci-dessus, considérons {\displaystyle \psi } une transformation naturelle de hA sur T. Pour tout élément {\displaystyle f} dans {\displaystyle h^{A}(B)=\mathrm {Hom} _{\mathcal {C}}(A,B)}, on a :
En appliquant à cette identité l'application ensembliste {\displaystyle \psi (B):h^{A}(B)\rightarrow T(B)}, on obtient :
où la seconde égalité vient de la définition d'une transformation naturelle. L'élément {\displaystyle \psi (B)(f)} est donc l'image de {\displaystyle \psi (A)(\mathrm {id} _{A})} par {\displaystyle T(f)}. De fait, en faisant varier f, on montre que {\displaystyle \psi } est uniquement déterminé par {\displaystyle \psi (A)(\mathrm {id} _{A})}. L'application énoncée est injective.

### Surjectivité
Soit un élément v de T(A). La preuve de l'injectivité permet de deviner  un antécédent de v (forcément unique). Pour tout objet B de C, définissons :
Vérifions que {\displaystyle \psi _{v}} est bien une transformation naturelle. Pour toute flèche g : B → C et pour tout élément f de hA(B), on est en mesure d'écrire :
Or, la composée g.f peut être regardée comme l'image de f par hA(g). Donc, l'identité obtenue se réécrit :
En faisant varier f :
Cela étant vérifié pour toute flèche g, {\displaystyle \psi _{v}} est bien une transformation naturelle de hA sur T et son image est presque par définition v (on l'a défini pour).